# Нелетяща шипоопашата катерица
Нелетящата шипоопашата катерица (Zenkerella insignis) е вид бозайник от семейство Шипоопашати гризачи (Anomaluridae), единствен представител на род Zenkerella.

## Разпространение и местообитание
Разпространен е в Камерун, Република Конго, и Централноафриканската република.